# Evangelische Kirche Schmeckwitz

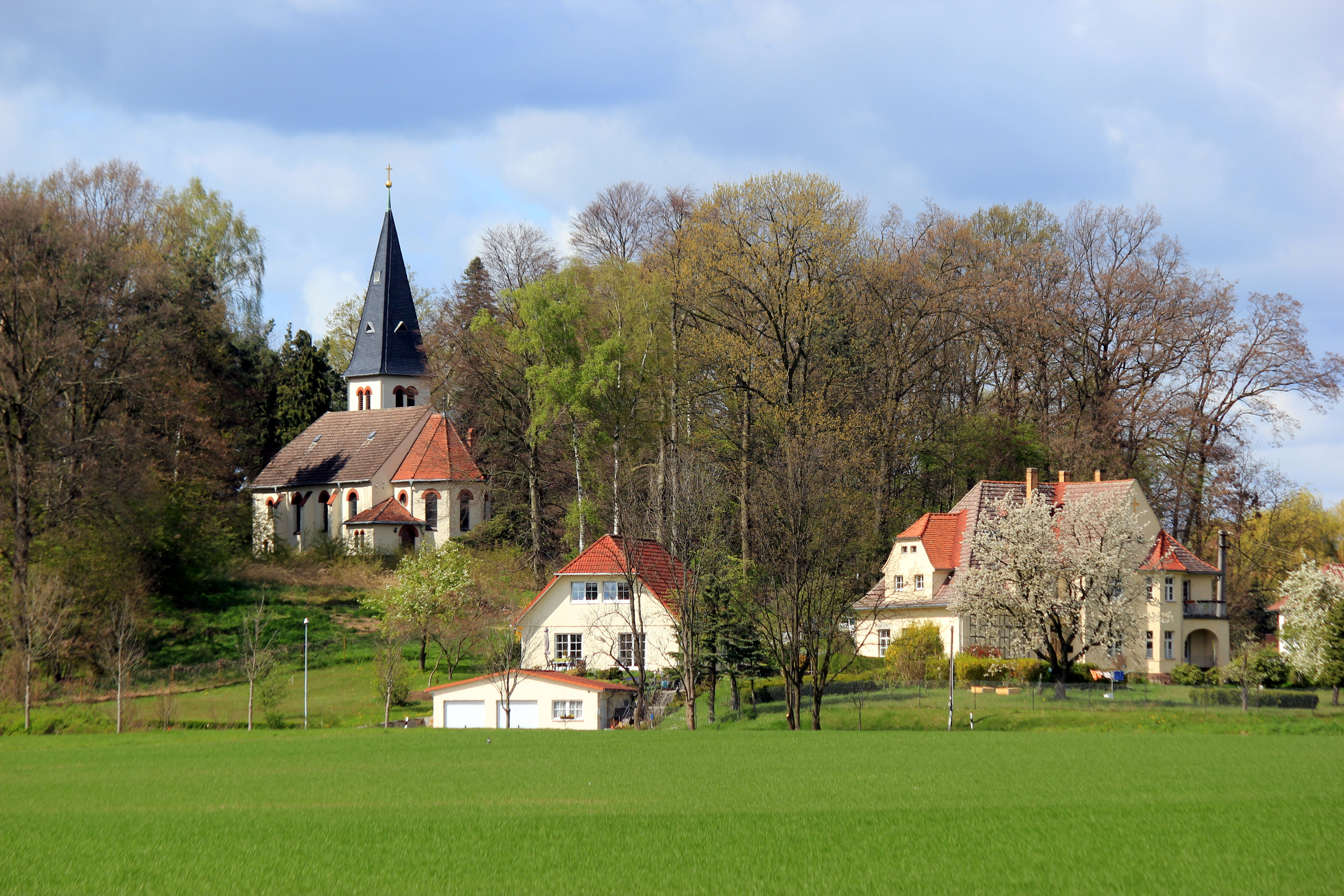
Evangelische Kirche Schmeckwitz

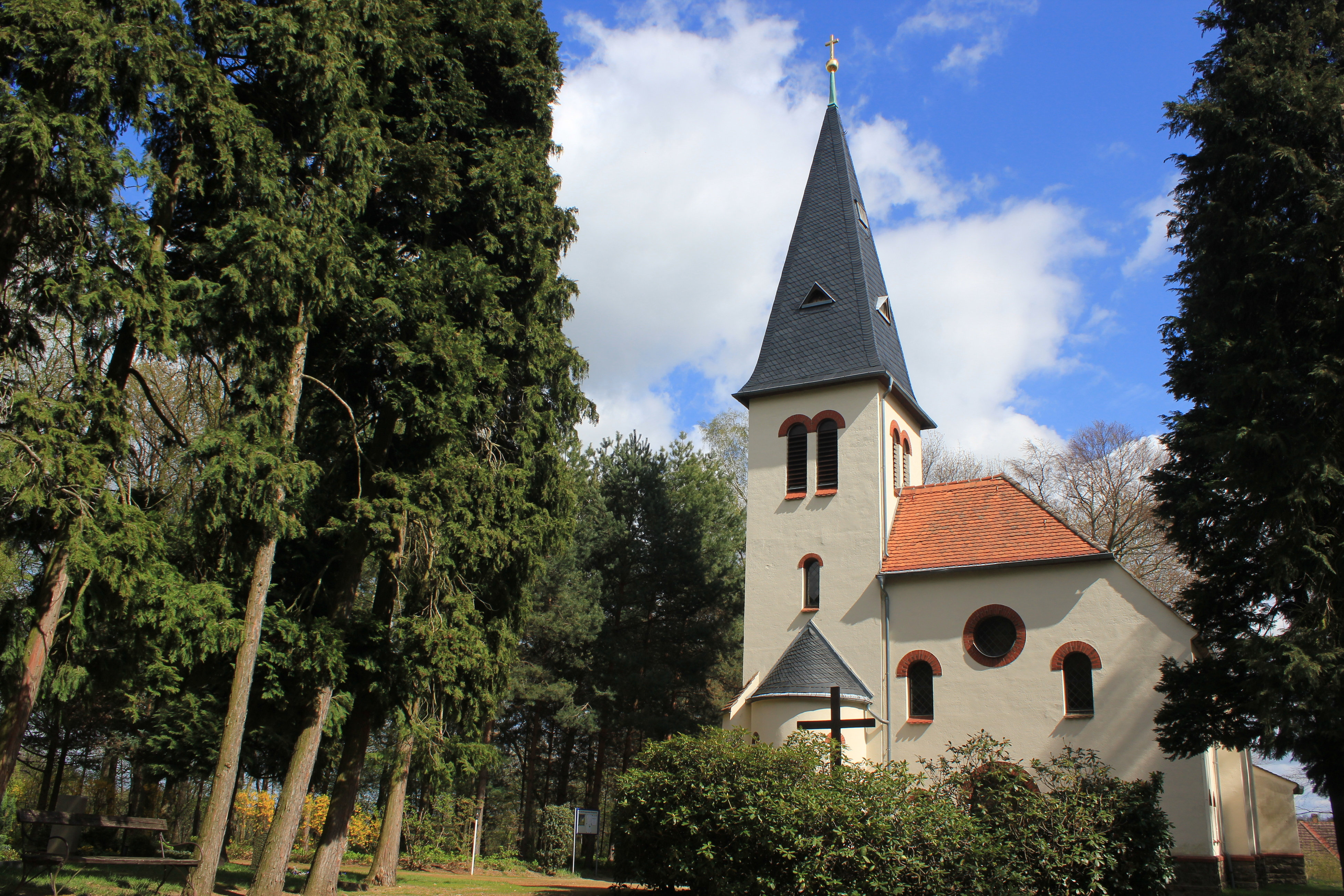
Fassade der Kirche

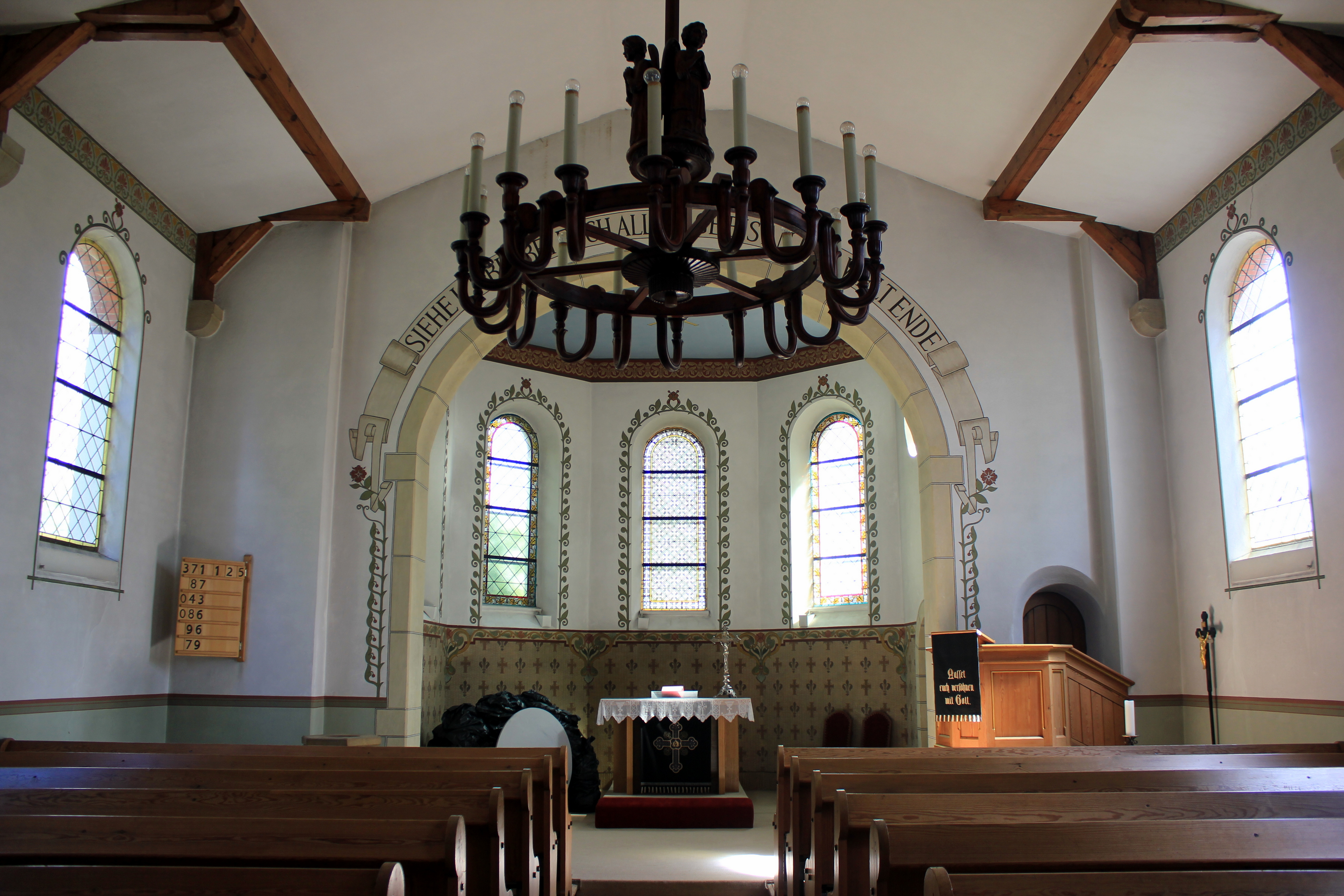
Innenraum

Die Evangelische Kirche Schmeckwitz ist ein Sakralbau in Schmeckwitz, einem Ortsteil von Räckelwitz im Landkreis Bautzen in Sachsen. Sie gehört zur Kirchengemeinde Elstra im Kirchenbezirk Bautzen-Kamenz der Evangelisch-Lutherischen Landeskirche Sachsens.

## Geschichte
Während der Reformation war Schmeckwitz als Teil der Grundherrschaft von Kloster St. Marienstern katholisch verblieben. Als sich während des 19. Jahrhunderts das nordöstlich des Ortes gelegene Schwefelbad Marienborn zu einem beliebten Badeort entwickelte, entstand die Notwendigkeit zur Einrichtung einer evangelischen Kirchengemeinde zur seelsorgerischen Betreuung sowohl der Kurgäste und wie auch der protestantischen Diaspora. Unter finanzieller Beteiligung des Gustav-Adolf-Werks wurde 1900/01 eine evangelische Kirche errichtet. Mit ihrem Bau wurde der Dresdener Architekt Woldemar Kandler beauftragt, der bereits 1899 den Entwurf zum „Bau einer kleinen billigen Kirche“ vorgelegt hatte.
1947 fand eine vereinfachende Neuausmalung der Kirche durch den akademischen Maler Kurt Weber statt, in den Jahren 1982 bis 1984 sowie 2001 folgte eine umfassende Restaurierung unter Rekonstruktion der historistischen Ausmalung.

## Architektur
Die isoliert in einem Waldstück außerhalb des Ortes gelegene Schmeckwitzer Kirche ist als ein verputzter Ziegelbau auf Granitsockel mit polygonaler Apsis und einem abgewalmten Satteldach in den Formen des Rundbogenstils bzw. eines abstrakten Historismus gestaltet. Die Fassade wird von einem seitlich gesetzten Turmbau mit Pyramidenhelm beherrscht. Fenster- und Türöffnungen sind mit Bögen aus roten Sichtziegeln gefasst.
Im Kirchenraum wurde das ursprünglich offene Dachwerk 1947 durch eine gefaltete Flachdecke verdeckt. Über dem Chorbogen ist ein Schriftband mit dem Schlussvers des Matthäusevangeliums: SIEHE ICH BIN BEI EUCH BIS AN DER WELT ENDE (Mt 28,20 ) aufgemalt.

## Ausstattung
Von der Erstausstattung haben sich die Glasfenster, Kanzel, Taufstein, Altarkreuz und Altarbild erhalten. Die ornamentale Fensterverglasung wurde nach Entwurf Kandlers von der Firma Urban & Goller aus Dresden gefertigt. Das ursprüngliche Altarbild, Christus als Guter Hirte, schuf der Dresdener Künstler Wilhelm Walther.

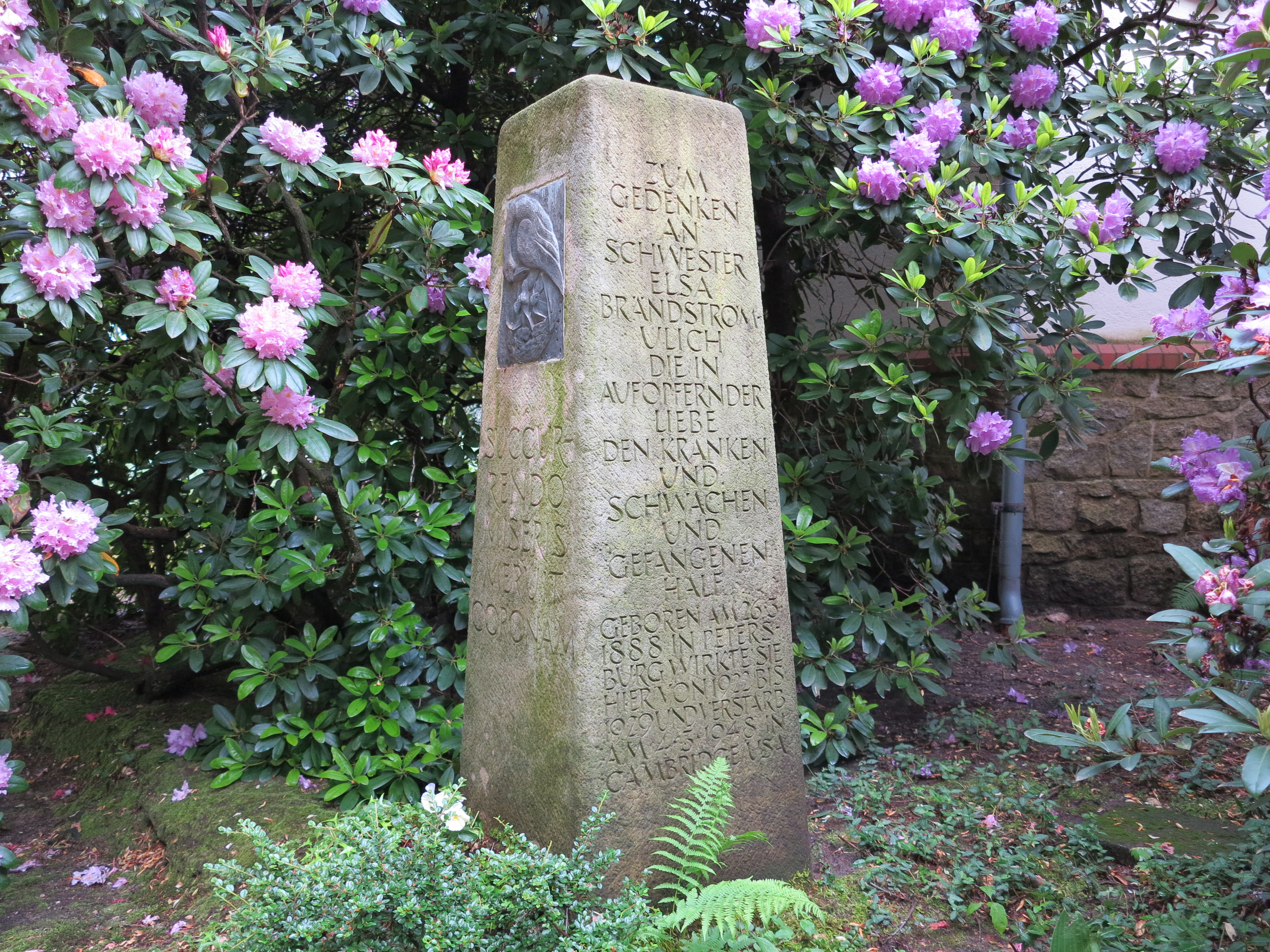
Im Kirchgarten von Schmeckwitz erinnert dieses Denkmal an das Wirken der schwedischen Philanthropin Elsa Brandström im nahe gelegenen Bad Marienborn

1922 erhielt die Schmeckwitzer Kirche eine Orgel aus der Werkstatt des Arno Voigt in Liebenwerda, die 1995 durch eine neue Orgel der Firma Groß & Soldan aus Waditz ersetzt wurde.